# 御船町立小坂小学校
御船町立小坂小学校（みふねちょうりつ おざかしょうがっこう）は、熊本県上益城郡御船町にある小学校。

## 沿革
- 1874年（明治 7年） - 陣学校創立
- 1884年（明治17年） - 公立豊陣学校と改称。本校を陣村、支校を小坂村に設置
- 1892年（明治25年） - 合併する
- 1915年（大正 4年） - 小坂尋常高等小学校と改称
- 1941年（昭和16年）4月 - 小坂村立小坂国民学校と改称
- 1947年（昭和22年）4月 - 小坂村立小坂小学校と改称
- 1955年（昭和30年）1月 - 御船町立小坂小学校と改称